# Dominicano (альбом Єгора Грушина)
Dominicano — третій студійний альбом українського неокласичного композитора та піаніста Єгора Грушина, презентований у квітні 2014 року.

## Про альбом
Написання та запис альбому відбувалось впродовж зими 2014 року. Платівка складається із двох частин: перша частина — це своєрідна історія з п'яти композицій. В ній є початок, розвиток, кульмінація і закінчення. А друга — це окремі треки, написані в різні періоди життя музиканта. Відразу із релізом «Dominicano» Єгор Грушин їде у першу частину українського туру в підтримку  останнього альбому.
Наприкінці жовтня 2014 року музикант продовжив свій тур Україною, умовно розпочавши його другу частину. В рамках другої частини туру, Єгор провів шість концертів у шести містах поспіль. Також, під час цієї частини туру, було знято документальний фільм «Dominicano Backstage», що розповідав про закулісся туру.

## Список композицій
| #   | Назва            | Тривалість |
| --- | ---------------- | ---------- |
| 1.  | «Beginning»      | 2:59       |
| 2.  | «Dominicano»     | 4:01       |
| 3.  | «Vento Domani»   | 5:17       |
| 4.  | «Kaisermarsch»   | 3:24       |
| 5.  | «Together»       | 1:50       |
| 6.  | «Descent»        | 3:08       |
| 7.  | «Calm»           | 4:50       |
| 8.  | «Dawn Viola»     | 4:18       |
| 9.  | «Impartial»      | 4:08       |
| 10. | «Unnamed Melody» | 5:34       |
| 11. | «In Time»        | 1:54       |
| 12. | «Transizione»    | 3:24       |